# Namtar
En la mitología de Mesopotamia, Namtar (Namtarum o Namtaru), era visto como un dios horroroso, que en general traía pestilencia y enfermedad. Además era mensajero de Ereshkigal y de Nergal, que reinaban el inframundo.
Fue considerado responsable de las enfermedades y los parásitos. Se decía que mandó sesenta enfermedades en forma de demonios que penetraban las distintas partes del cuerpo humano. Los ofrecimientos que se le hacían eran para prevenir. Luego, para los asirios y babilonios, se convirtió en un espíritu del destino.
Dice la leyenda que Ereshkigal, hija de Anu, fue raptada por el dragón Kur y llevada al inframundo donde se convirtió en reina. Los dioses, un día decidieron brindar un banquete, pero para mantener el orden cósmico, ni estos debían bajar al inframundo ni los dioses ctónicos podían subir. Ereshkigal eligió a Namtar para que participara de la celebración, como su enviado y en representación del mundo subterráneo.
- Datos: Q920319